# Церковь Параскевы Пятницы (Волгоград)
Церковь Святой великомученицы Параскевы Пятницы — православный храм в Кировском районе города Волгограда, построенный в 1915 году на средства царицынского купца Василия Лапшина. Памятник архитектуры регионального значения.

## История
Церковь в честь святой великомученицы Параскевы Пятницы была заложена в 1914 году и построена на средства царицынского купца Василия Фёдоровича Лапшина во имя тезоименитой святой его умершей супруги, в память о погибшем в младенчестве первенце Василии и во прощение грехов сына Александра, застрелившегося 14 октября 1914 года (что совпало со днём смерти матери, в который ежегодно служились панихиды). Строительство храма было закончено уже в 1915 году, и несмотря на то, что оформить внутреннее убранство храма не успели из-за начавшейся войны, церковь посещали все желающие.
С приходом советской власти семья Лапшина подверглась гонениям, церковь также была разорена, а купол сбит, в здании размещался сельсовет. В 1936 помещение было передано Коопинсоюзу под фабрику игрушек, в это время там работала Мария Ускова. Кроме того, в разное время в здании храма размещались приют для беспризорников, рабочий клуб, гвоздильный цех.
Во время Сталинградской битвы церковный погреб служил в качестве бомбоубежища. После войны в здании были размещены военные склады. По сообщениям печати, в 1975 году при их фотографировании был задержан военный атташе Швеции.
В 1991 году здание было возвращено Русской православной церкви. Первым настоятелем вновь открытого храма стал протоиерей Александр Троицкий, который занялся организацией восстановления церкви. В это время к храму были пристроены притвор, парадный вход и паперть, установлен новый купол. Храм посещал патриарх Алексий II, положительно оценивший деятельность по его возрождению.
Летом 1994 года на храм было совершено разбойное нападение. Нападавшие стреляли в настоятеля, но патрон дал осечку, после чего отца Александра избили и забрали пожертвования. 20 июля 1995 года на священника напал мужчина, которому отец Александр сделал замечание из-за неснятого головного убора. Падение с паперти и внезапно начавшийся приступ астмы стали причиной остановки сердца и смерти настоятеля. Похоронили протоиерея Александра Троицкого, на церковном дворе, согласно его завещанию.
В последующие годы благоустройство храма продолжалось, в том числе были установлены купола, расписаны стены, установлен иконостас. С 2002 года и в течение почти десяти лет храм был подворьем Усть-Медведицкого Свято-Преображенского монастыря, в течение несколько месяцев 2012 года — подворьем Свято-Духова монастыря.
Сегодня храм святой великомученицы Параскевы Пятницы представляет собой полноценный действующий храм Русской Православной Церкви, в котором ежедневно проходят службы. Приход оказывает социальную помощь нуждающимся, действует благотворительная столовая. При храме также имеется библиотека, в которой собран один из наиболее крупных фондов церковной православной литературы в Волгограде.

## Архитектура
Храм имеет пять золотых куполов. Стены храма сложены из кирпича. Углы акцентируются огибающими их рустованными пилястрами. Фасадный декор решён в «кирпичной» модификации русского стиля. Фасады главного двухсветного объёма храма фланкируют оконные проёмы (по восточному фасаду — ложные). Круглые окна верхнего света окаймлены сплошными наличниками, а крупные полуциркульные окна нижнего света декорированы архивольтами и пилястрами. Оконные проёмы рукавов креста — лучковые, украшены пилястрами и сложными многоступенчатыми сандриками. С западного фасада устроена паперть, вход в храм акцентируют росписи.
Внутри, в восточной части храма располагается позолоченный трехъярусный иконостас. С левой стороны от солеи установлен большой крест-распятие, а с правой стороны, в отдельном киоте, стоит большая икона святой великомученицы Параскевы. Всего церковь может вместить более четырёхсот человек.